# Loxocrambus
Loxocrambus é um gênero de mariposa pertencente à família Crambidae.